# Salcombe and Kingsbridge Estuary
Salcombe and Kingsbridge Estuary är en flodmynning i Storbritannien.   Den ligger i riksdelen England, i den södra delen av landet, 290 km sydväst om huvudstaden London.